# Flacas vacas
Flacas vacas es una película uruguaya de 2012, coproducida por Argentina, ópera prima del director argentino Santiago Svirsky.
La comedia, está protagonizada por Verónica Perrotta, Paula Guía y Jenny Goldstein, evidencia los roces de la convivencia entre Teresa, Magdalena y Olga, un trío de amigas treintañeras que luego de un tiempo sin verse deciden retomar la costumbre de vacacionar juntas.

## Protagonistas
| Actor/Actriz      | Personaje |
| ----------------- | --------- |
| Verónica Perrotta | Teresa    |
| Jenny Goldstein   | Magdalena |
| Paula Guía        | Olga      |
| Monina Bonelli    | Ema       |
| Cecilia Mártire   | Luly      |
| Darío Campalans   | Renzo     |
| Mario Aguerre     | Florio    |

### Participaciones Especiales
| Actor/Actriz   |
| -------------- |
| César Troncoso |